# Maksim Goloshchapov
Maksim Sergeyevich Goloshchapov (tiếng Nga: Максим Сергеевич Голощапов; sinh ngày 11 tháng 5 năm 2001) là một cầu thủ bóng đá người Nga thi đấu cho FC Kuban-2 Krasnodar.

## Sự nghiệp câu lạc bộ
Anh có màn ra mắt tại Giải bóng đá chuyên nghiệp quốc gia Nga cho FC Kuban-2 Krasnodar vào ngày 8 tháng 4 năm 2018 trong trận đấu với F.K. Akademiya Futbola Rostov-on-Don.